# Grenada na Letnich Igrzyskach Olimpijskich 2004
Grenadę na Letnich Igrzyskach Olimpijskich 2004 reprezentowało 5 sportowców: 3 mężczyzn i 2 kobiety.

## Skład kadry

### Lekkoatletyka
Kobiety:
- Hazel-Ann Regis – bieg na 400 m
  - Runda 1 — 51.66 s
  - Półfinał — 51.47 s

Mężczyźni:
- Alleyne Franciquei – bieg na 400 m
  - Runda 1 — 45.32 s
  - Półfinał — 45.08 s
  - Finał: 44.66 s (→ 4. miejsce)
- Randy Lewis – trójskok
  - Runda 1 — 16.33 m

### Pływanie
- Carl Probert
  - 50 m st. dowolnym – kwalifikacje: 26.40 s – 65. miejsce
- Carl Probert
  - 100 m st. klasycznym – kwalifikacje: 1:22.67 – 45. miejsce